# Xixiang

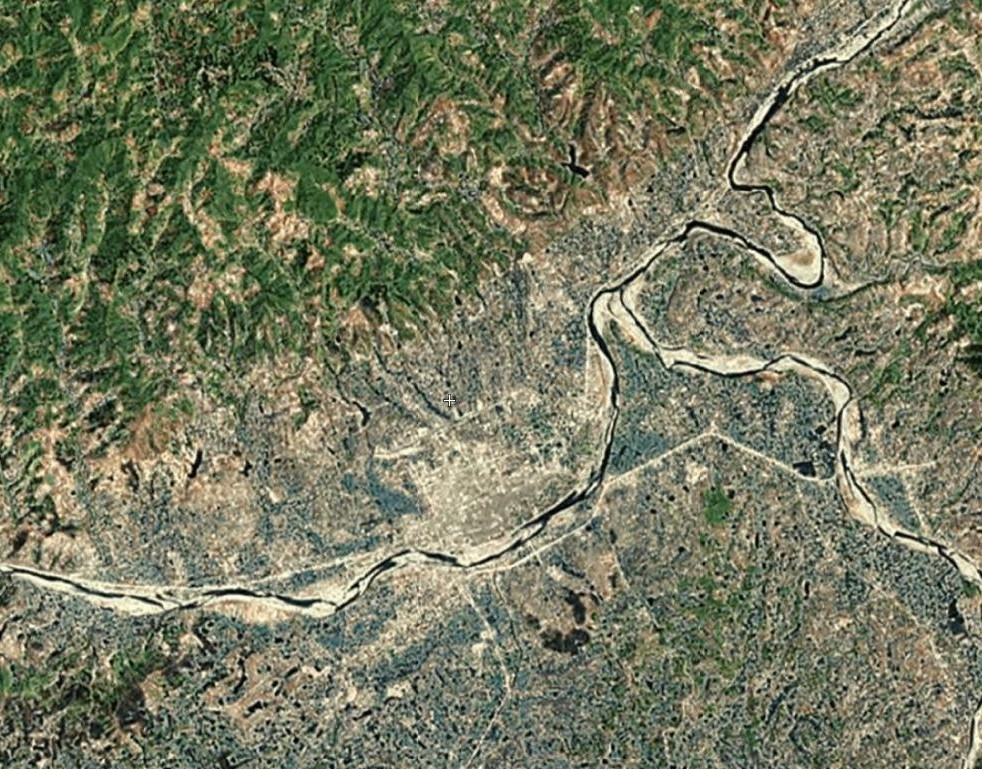
Satellitenbild von Xixiang

 Xixiang (西乡县,  Xīxiāng Xiàn) ist ein Kreis der bezirksfreien Stadt Hanzhong in der chinesischen Provinz Shaanxi. Die Fläche beträgt 3.230 Quadratkilometer und die Einwohnerzahl 321.535 (Stand: Zensus 2020). 1999 zählte Xixiang 397.588 Einwohner.
Im Kreisgebiet liegen die neolithische Stätten Lijiacun (李家村遗址, Lǐjiācūn yízhǐ) und Hejiawan (何家湾遗址, Héjiāwān yízhǐ), die seit 2006 bzw. 2013 auf der Liste der Denkmäler der Volksrepublik China (6-192) stehen.